# Zentrale Ansprechstelle Cybercrime
Als Zentrale Ansprechstelle Cybercrime (ZAC) werden Zentralstellen der Polizeien und Staatsanwaltschaften vieler Bundesländer bezeichnet, die Kompetenzen zur effektiven Bekämpfung von Computerkriminalität bündeln und als Kontaktstelle für betroffene Wirtschaftsunternehmen und Behörden zur Verfügung stehen.
Entsprechende Einrichtungen der Polizei bestehen in folgenden Bundesländern:
- Baden-Württemberg: Zentrale Ansprechstelle Cybercrime für Unternehmen und Behörden (ZAC)[1]
- Bayern: Zentrale Ansprechstelle Cybercrime (ZAC)[2]
- Berlin: Zentrale Ansprechstelle Cybercrime für die Wirtschaft[3]
- Brandenburg: Cyber-Competence-Center im Landeskriminalamt[4]
- Hamburg: Zentrale Ansprechstelle Cybercrime (ZAC)[5]
- Niedersachsen: Zentrale Ansprechstelle Cybercrime (ZAC)[6]
- Nordrhein-Westfalen: Cybercrime-Kompetenzzentrum beim Landeskriminalamt[7]
- Rheinland-Pfalz: Dezernat Cybercrime des Landeskriminalamts[8]
- Saarland: Dezernat Cybercrime im Landespolizeipräsidium[9]
- Sachsen: Cybercrime Competence Center Sachsen (SN4C)[10]
- Schleswig-Holstein: Zentrale Ansprechstelle Cybercrime (ZAC)[11]

Auf Bundesebene nimmt die Abteilung CC – Cybercrime des Bundeskriminalamts die entsprechenden Aufgaben war und bildet die Geschäftsführung des Bund-Länder-Verbundes der zentralen Ansprechsstellen.
In Nordrhein-Westfalen besteht neben dem Kompetenzzentrum des Landeskriminalamts zudem die Zentral- und Ansprechstelle Cybercrime Nordrhein-Westfalen bei der Staatsanwaltschaft Köln, die als Anlaufstelle für Polizei- und andere Ermittlungsbehörden fungiert und selbst Ermittlungsverfahren von herausgehobener Bedeutung im Bereich Cybercrime leitet.